# 奈及利亞
奈及利亞聯邦共和國（英語：Federal Republic of Nigeria），通称奈及利亞（英語：Nigeria），是西非國家，位於非洲的幾內亞灣西岸頂點，鄰國包括西邊的贝宁，北邊的尼日尔，東北方與乍得接壤一小段國界，正東則是喀麥隆。
奈及利亞勞動力充沛，是全非洲人口最多的國家，全世界人口第六多的国家，全世界以黑人为主体的国家中人口最多的国家。它被列为是未来11国中的一员，亦是英联邦成员。
奈及利亞的首都原本為西南沿海的海港城市拉哥斯，1991年12月遷都至地理位置位居全國國土正中央的阿布札。奈及利亞是石油输出国组织中第四大成員。軍事獨裁與不間斷的內戰在該國境內持續了數十年，直到1999年該國頒訂了新憲法之後才開始有轉機。2003年的大選是奈及利亞史上第一次民主大選。2021年，奈及利亞國内生產總值創歷史新高，其經濟規模躍居世界第25位，為非洲最大的經濟體。
當地有悠久的历史，考古證據表明，該地區人類居住的歷史可以追溯到至少公元前9100年。

## 語源
奈及利亞这个名字取自贯穿全国的尼日尔河。这个名字於1897年1月8日，由英国记者弗洛拉·肖所創造，她後來嫁給了英國殖民地行政官勋爵卢吉。邻國尼日也从同一条河得名。尼日這個名字最初僅適用於尼日尔河中游，其起源尚不確定。在19世纪欧洲殖民主义之前，该词可能是廷巴克图附近河中游地区居民使用的圖阿雷格人名字的变体。

## 历史

### 殖民地時期

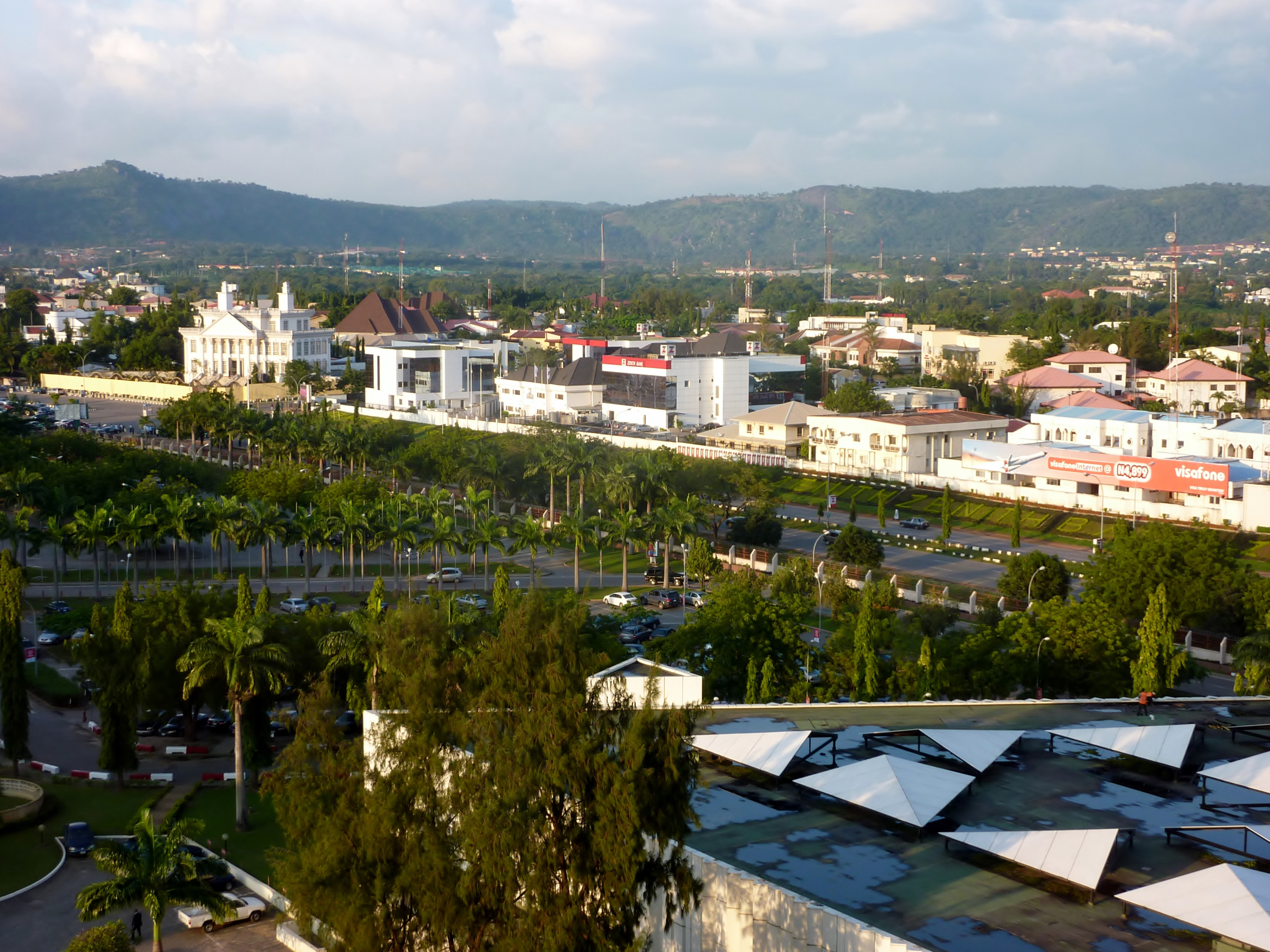
首都阿布贾高級住宅區

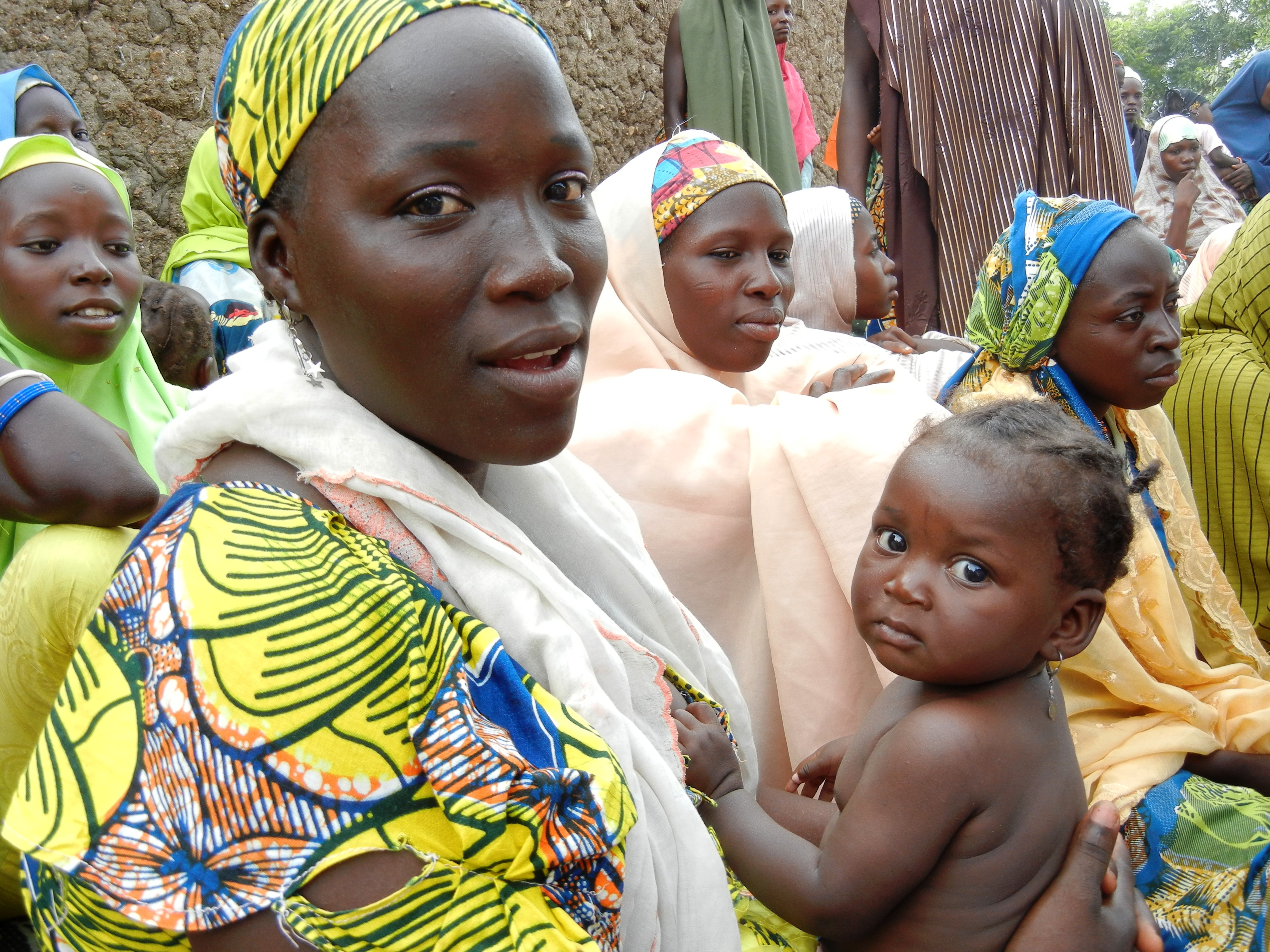
伊斯蘭信徒

8世纪，乍得湖畔的札加瓦人（Zaghawa）建立加奈姆-博尔努帝国（Kanem-Bornu）。14世纪至16世纪，由桑海帝国统治。1472年，受到葡萄牙的侵略。后荷兰、法国、英国等国殖民者相继侵入，贩卖奴隶；1861年英国在拉各斯建立据点后，不断向内陆扩张；1900年，南、北奈及利亞均沦为英国“保护国”；1914年合并成为英国殖民地“奈及利亞殖民地和保护国”。

### 獨立以後
1947年，英国批准其宪法，联邦政府成立。1954年，取得内部自治权。1960年10月1日，宣佈獨立，成為英联邦成员国。
1963年10月1日，改为奈及利亞联邦共和国。其后军事政变多次发生，军人长期掌权。
1967年5月30日，伊博族人奥朱古宣布退出奈及利亞联邦共和國，成立比亞法拉共和国；同年7月，以戈翁为首的联邦政府出兵镇压，内战爆发；至1970年1月，比亞法拉军队战败。
1998年6月8日，军政府首脑阿巴查在自家別墅去世，接任者阿卜杜勒萨拉米·阿布巴卡尔决定還权给民选政府。
1999年2月的总统选举中，奥卢塞贡·奥巴桑乔当选。
2007年4月21日，举行总统和国民议会选举。奥马鲁·亚拉杜瓦当选总统。2010年5月5日奧馬魯·亞拉杜瓦病逝，副總統古德勒克·喬納森继任總統。
2011年4月16日，古德勒克·乔纳森在總統選舉中獲勝，5月29日，在首都阿布贾雄鹰广场宣誓就职。大選結束後動亂，造成200多人死亡，400多人受傷，幾百人遭逮捕，近4萬人無家可歸。
2012年後開始爆發博科聖地組織動亂，2014年血腥化，政府軍節節敗退失守22座城市，博科聖地與伊斯蘭國、基地組織互相呼應，形成鐵三角彼此還有資金人員流通。
2015年1月9日，博爾諾州臨近查德湖城鎮巴加在過去的兩天中被博科聖地燒毀，可能已經有超過2000餘名居民被屠殺，上萬名難民已逃離家園。

## 政治
该国的联邦共和制度仿效自美国，总统由全民投票直接选举产生，为国家元首和政府首脑，任期四年，最多可以连任一次。总统的职权受到奈及利亞议会的制约，国会分参议院（Senate of Nigeria）和眾議院（House of Representatives of Nigeria）。参议院有109个席位，36个州各有三个席位，首都有一个。眾議院按照每州人数的多少选出一定比例的代表，总共360个席位。议员与代表都由民选方式产生。
1998年6月，尼日利亞开放党禁。

### 人權
奈及利亞人權受該國1999年現行憲法保護。雖然尼日利亞根據該憲法在人權方面做出了重大改進，但還有需要進一步改進的領域，其中包括博科聖地對戰俘和平民的虐待、政府部隊的殺戮、缺乏社會平等和言論自由問題。人權觀察的2015年世界報告指出，奈及利亞人權在博科聖地加大暴力和政府腐敗之下繼續遭到破壞。

## 軍事
奈及利亞軍因長期國家貧困和內戰，雖有近兩億人口但長期武力貧弱，武器老舊，目前空軍只有十架冷戰時代老款戰機，軍力以存在原則為主。實戰能力僅對叛亂游擊隊有一定打擊能力。總兵力約16萬人，陸軍戰鬥部隊有6個師編制。

## 地理

### 地形
尼日利亚西接贝宁，东临乍得及喀麦隆，北抵尼日尔。南部是几内亚湾。尼日利亚北部有阿达马瓦高原、曼比拉高原、乔斯高原和奥布杜高原等，南部主要是尼日河下游冲积平原，东南边境多山，沿海多沙洲、沼泽和潟湖。主要的河流有尼日尔河和贝努埃河。受整体地形北高南低影响，尼日尔河顺流南下进入海口三角洲。

### 气候
奈及利亞位于热带地区，气候潮湿。主要是热带草原气候。西南部拉各斯受几内亚暖流影响，自北向南年降水量200-3000毫米。

## 行政区划
奈及利亞全國自1996年10月以來下分36個州（state）和1個特区，州以下又有774个地方政府。每個州都設有一院制的州民大會（House of Assembly）以及一個民選的州長。這些一級行政區劃分別為：
| 1. 阿比亚州（Abia） 2. 阿达马瓦州（Adamawa） 3. 阿夸伊博姆州（Akwa Ibom） 4. 阿南布拉州（Anambra） 5. 包奇州（Bauchi） 6. 巴耶尔萨州（Bayelsa） 7. 贝努埃州（Benue） 8. 博尔诺州（Borno） 9. 克罗斯河州（Cross River） 10. 三角州（Delta） 11. 埃邦伊州（Ebonyi） 12. 埃多州（Edo） 13. 埃基蒂州（Ekiti） 14. 埃努古州（Enugu） 15. 贡贝州（Gombe） 16. 伊莫州（Imo） 17. 吉加瓦州（Jigawa） 18. 卡杜纳州（Kaduna） 19. 卡诺州（Kano） 20. 卡齐纳州（Katsina） 21. 凯比州（Kebbi） 22. 科吉州（Kogi） 23. 夸拉州（Kwara） 24. 拉各斯州（Lagos） 25. 纳萨拉瓦州（Nassarawa） 26. 尼日尔州（Niger） 27. 奥贡州（Ogun） 28. 翁多州（Ondo） 29. 奥孙州（Osun） 30. 奥约州（Oyo） 31. 高原州（Plateau） 32. 河流州（Rivers） 33. 索科托州（Sokoto） 34. 塔拉巴州（Taraba） 35. 约贝州（Yobe） 36. 扎姆法拉州（Zamfara） 37. 联邦首都特区（Federal Capital Territory） |

## 重要城镇
| - 恩古鲁（Nguru） - 迈杜古里（Maiduguri） - 卡诺（） - 卡齐纳州（Katsina） - 索科托（Sokoto） - 扎里亚（Zaria） - 卡杜纳（Kaduna） - 乔斯（） - 包奇（） - 约拉（） - 阿布贾（Abuja），首都 - 马庫尔迪（Makurdi） | - 埃努古（Enugu） - 阿巴（） - 卡拉巴尔（Calabar） - 哈科特港（Port Harcourt） - 瓦里（） - 贝宁城（Benin City） - 拉各斯（Lagos） - 伊巴丹（Ibadan） - 奧绍博（Oshogbo） - 奥博莫绍（Ogbomosho） - 伊洛林（Ilorin） |

## 经济

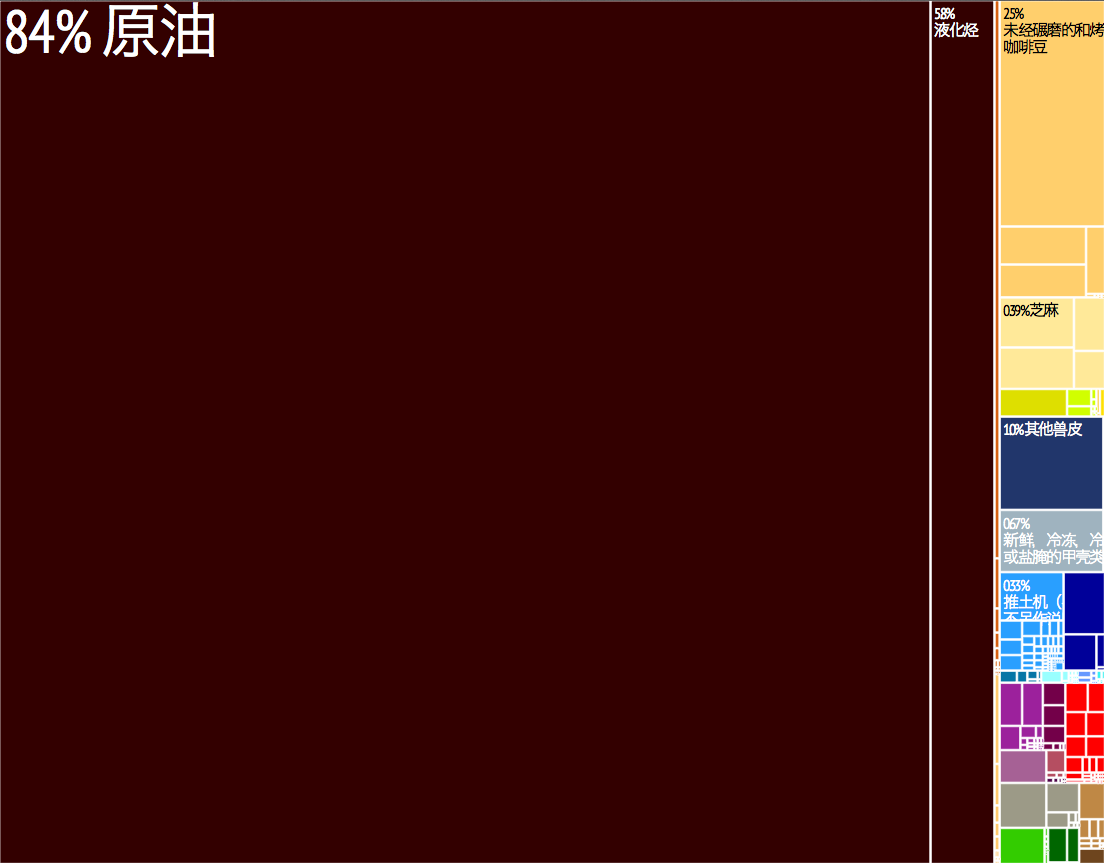
以28种颜色分类描述此国的产品出口，每种颜色盒代表一类产品

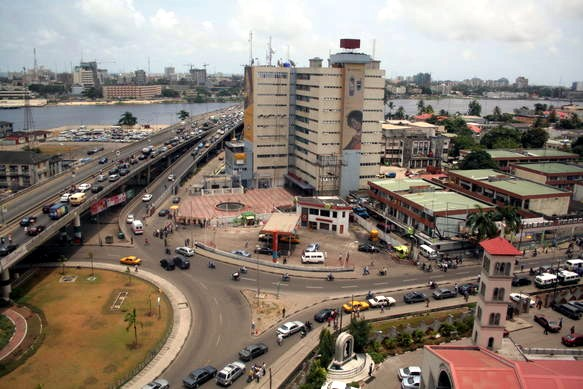
海灣城市拉哥斯一景

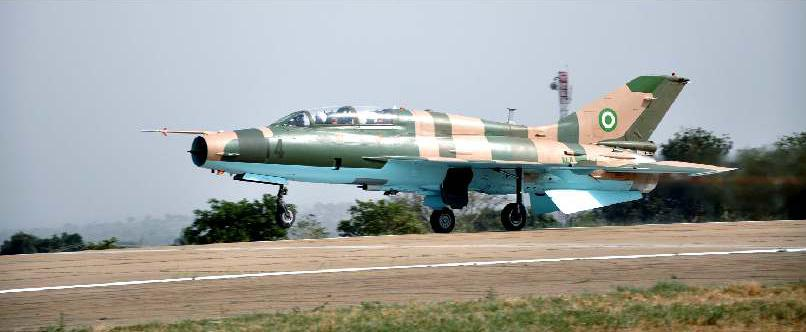
奈及利亞軍購買的中國战斗机殲七

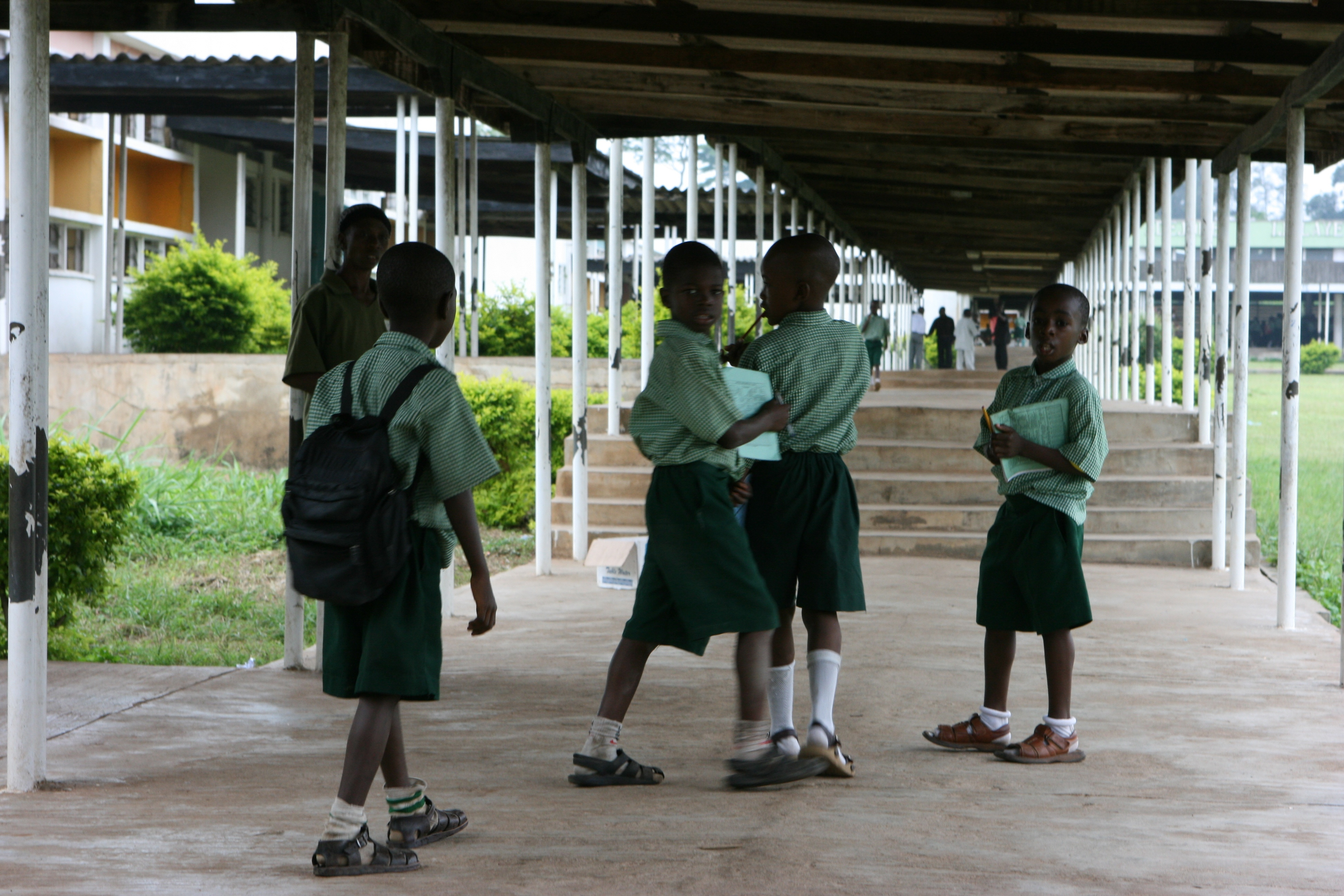
尼日利亚小學

奈及利亞石油天然气资源十分丰富。自1970年代以来，石油出口逐渐成为该国最主要的经济来源。石油出口收入占出口总收入的98％，占国家总收入的83％。在2006年，奈及利亞的国内生产总值列表（國際汇率）達238,920，居非洲第二，僅次於南非（408,074）。
根据英国经济学人智库和世界银行的统计，奈及利亞的GDP按购买力平价算自2005年的1707亿美元到2007年的2926亿美元，几乎翻了1倍。而2014年尼日利亚国家标准局统计学家耶米•卡莱表示，尼日利亚的经济规模已达5090亿美元，其经济规模超过南非跃居世界第26位，成为非洲最大的经济体。但在基础设施建设和能源储备能力方面，该国仍不敌南非。
在上世纪70年代的石油繁荣时期，奈及利亞为基础设施建设投资募集资金而积累了外债。在80年代的石油危机中，油价下跌，奈及利亞努力偿还其外债但最终还是拖欠了其主要债务的款项，也限定了贷款利息部分的偿还。欠款和惩罚性利息累积在未支付的本金上，进一步扩大了债务的规模。
然而，在奈及利亞当局与债权国谈判之后，2005年10月奈及利亞与巴黎俱乐部的债权人达成了协议，奈及利亞以大约60%的折扣重新买回他的债务。并用它的部分石油收益支付剩余的40%，每年拿出至少11.5亿美元用于减少贫困项目。奈及利亞在2006年4月创造了历史：它成为第一个全部偿还完巴黎俱乐部贷款的非洲国家（估计有300亿美元）。
奈及利亞是世界第12大产油国和第8大石油出口国，石油探明储量是世界第10位（该国于1971年加入石油输出国组织）。石油产业在奈及利亞经济中扮演了重要角色，占GDP的40%和政府收入的80%。然而，在尼日三角洲（主要石油产区）要求更好的进行资源控制的活动，一定程度上影响了石油的生产，现阶段也阻止了该国将全部石油产量用以出口。
奈及利亞的通讯市场是世界上发展最快的市场之一，主要新兴市场电信运营商（如MTN、Etisalat、Zain和Globacom）都在该国最大和最具利润的中心地区开展了业务。政府最近也开始发展卫星通讯服务。奈及利亞有颗宇宙卫星，由总部位于阿布贾的奈及利亞国家空间研究与发展局监控运行。
目前美国、法国、英国等国家为其主要石油贸易伙伴。2006年1月9日，中国大陸公司中海油以22.68亿美元的价格收购尼日利亚130号海上石油开采许可证（OML130）的45％的工作权益，中国大陸将成为该国另一个重要石油贸易伙伴。
奈及利亞被归类为新兴市场，并且正迅速接近中等收入国家的标准，该国有丰富的资源，以及发展良好的金融、法律、通讯和交通行业，还有非洲第2大的证券交易所（奈及利亞证券交易所）。按购买力评价计算，2007年尼日利亚的GDP排在世界的第37位。奈及利亞是美国在撒哈拉以南非洲国家中最大的贸易伙伴，提供给美国的石油量位于所有国家中的第5位（11%的石油进口）。它也是在世界范围内与美国贸易的第7大顺差国。奈及利亞现在是美国的第50大商品出口市场，是美国的第14大进口商品来源国。美国是该国最大的外国投资者。大多数经济活动集中在四个主要城市：拉各斯、卡杜那、哈科特港和阿布贾。除了这几个经济中心，其他地区的发展正被边缘化。
以前，奈及利亞经济发展受到多年的军政府统治、腐败和管理不善的困扰，而现如今民主制度的恢复和后来的经济改革成功的使奈及利亞重新走上正轨，开始发挥其强大的经济潜力，以达到成为非洲主要经济体的目标。
该国有高度发达的金融服务，有本地和国外的银行、资产管理公司、证券经纪公司、保险公司和经纪人、私募股权投资基金以及投资银行。
农业是奈及利亞过去赚取外汇的主要行业。奈及利亞在过去一度是世界上最大的落花生、可可和棕榈油出口国以及椰子、柑橘类水果、玉米、御谷、木薯、山药和甘蔗的重要生产国。大约有60%的奈及利亞人从事农业生产，并且该国还有很多未被利用的可耕種土地。
奈及利亞有很多还未被大规模开发的矿物资源，包括天然气、煤、矾土、钽铁矿、黄金、铁矿石、石灰石、锡、铌、石墨和锌。尽管这些自然资源有很大的储量，但该国的采掘工业还处于初级阶段。
奈及利亞的制造业包括皮革制造和纺织业（集中在卡诺、阿贝奥库塔、奥尼查和拉各斯），汽车制造（比如法国汽车制造商标志和英国卡车制造商百福，现在是通用汽车的一个子公司），T恤、塑料制造和食品加工业。
最近这个国家的国内收入相当可观，使奈及利亞电影（瑙莱坞）在当地和国际上得到了销售，并且在非洲其他国家和部分欧洲地区得到了普遍欢迎。

## 人口

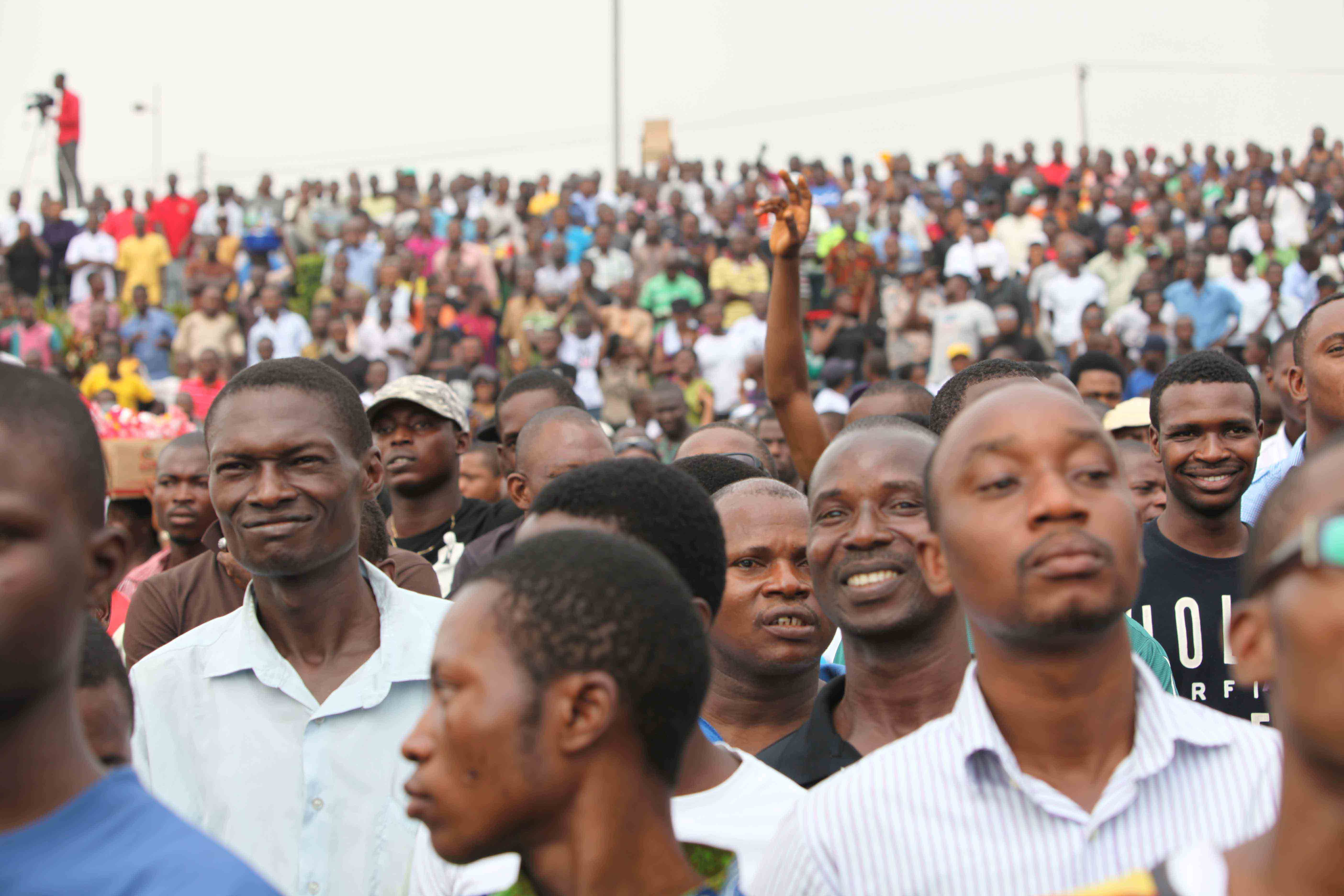
首都街頭

現在奈及利亞人口超過2億1千萬人，居住在南部的基督徒與北部的穆斯林人口幾乎1比1，使得奈及利亞同時為基督教大國及穆斯林大國，育龄妇女人均生育率平均为5.5个小孩，最高为8.6个。據預測，到了2050年左右，尼日利亞將會取代美國，成為人口第3多的國家，超過3億人居住在當地。到了2100年，尼日利亚人口更将达到8亿，成为全世界人口最多的三個国家之一。而全非洲人口到2100年至少将翻三番，达到42亿。
奈及利亞擁有250多個民族，但最有影响的是豪萨-富拉尼（近八千萬人，占全國人口的30%）、约鲁巴（近四千萬人，占全國人口的15.5%）、伊博（兩千萬人，占全國人口的15.2%）三大民族，1967至1970年间的奈及利亞内战对三大部族结构产生了深远影响。

### 語言

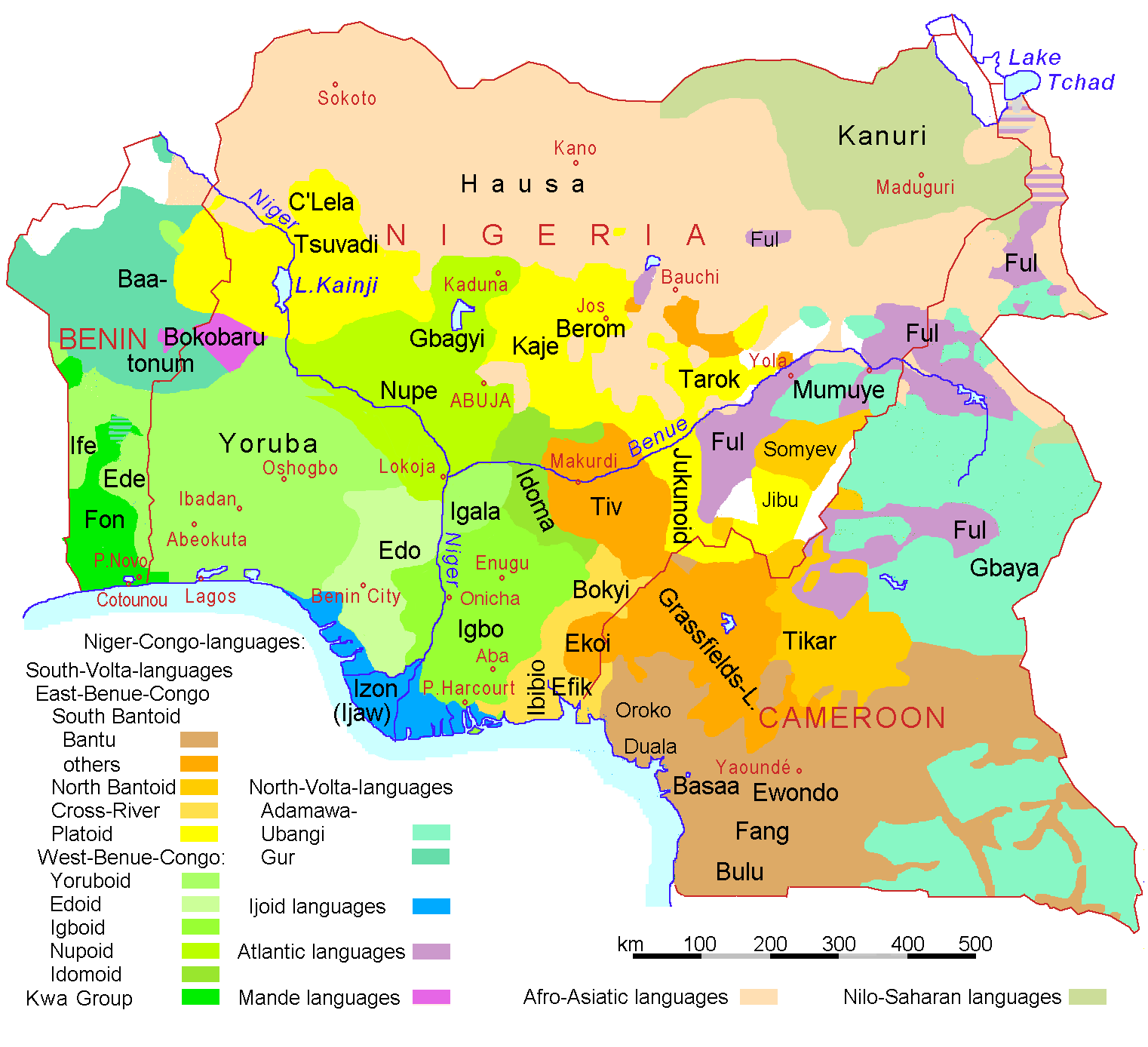
奈及利亞、喀麥隆與貝南的語言地圖

奈及利亞的官方語言為英語，此外還有525種本地民族語言，其中有九種已經滅絕。除了英語以外，奈及利亞主要的語言包含豪薩語(英語:Hausa ，超過八千萬名使用者)、約魯巴語(英語:Yoruba ，超過五千萬名使用者)、伊博語(英語:Igbo ，超過三千萬名使用者)、富拉語(英語:Fulfulde ，一千三百萬使用者)等。奈及利亞本地語言中涵括亞非語系、尼羅-撒哈拉語系、尼日-剛果語系三種語系的語言。
其中亞非語系的語言，包含豪薩語主要在該國北部地區被使用。尼日-剛果語系的語言主要在該國中部、東部、南部地區被使用。

### 宗教
奈及利亞人民主要是南方信奉基督教及北方信奉伊斯蘭教，基督教佔總人口45.9%，伊斯蘭教為53.5%，其他宗教約0.6%，北部有些地方已採用伊斯蘭教法。
尼日利亚的基督徒有约四分之一为天主教基督徒，其余大部分为新教基督徒，其中奈及利亞聖公會更成為非洲最大的聖公會教省。尼日利亚穆斯林大多数是逊尼派或无教派穆斯林。其中许多逊尼派穆斯林是苏菲兄弟会的成员。尼日利亚苏菲派大多追随卡迪里耶、提加尼或穆里德教团。此外，尼日利亚还存在少数穆斯林属什叶派、阿赫迈底亚派和马赫迪派。若按尼日利亚的主要民族来划分，则北部的豪萨人以穆斯林为主；西部的约鲁巴人以穆斯林和基督徒为主，兼有部分传统宗教的信徒；东部的伊博人和南部的伊爵人主要是基督徒，也有一些传统宗教的信仰者。

### 教育

2013年奈及利亞女性識字率
> 90%
80–90%
70–80%
60–70%
50–60%
35–50%
< 35%

奈及利亞政府提供免費但非義務的教育。在學率與識字率在不同地區與性別有很大的差異。在2012年至2018年期間，僅80%的奈及利亞兒童完成小學教育，其中81%男性兒童與79%女性兒童完成小學教育。至中學階段，僅70%男性學童與59%女性學童完成中學教育。奈及利亞的國民識字率於2018年為62.02%，比起2008年增加了10.94%。在城市地區的識字率，男性為86.4%，女性為74%，而在鄉村地區，男性識字率為59.5%，女性識字率為35.4%。其中奈及利亞南部基督徒居住的地區，教育程度與識字率皆高於北部穆斯林居住的區域。

### 名人
- 阿里科·丹格特，丹格特集团拥有者，非洲首富。
- 杰伊·杰伊·奥科查
- 恩萬科沃·簡奴
- 伊斯瑞尔·阿迪萨亚

## 网络管制
- 推特：2021年6月，时任尼日利亚总统穆罕默杜·布哈里的一条推文被推特官方撤下。两天后，推特被尼日利亚政府以“一些人持续使用该平台进行破坏尼日利亚企业生存的活动”为由禁止，政府指示网络提供商阻止对推特的访问。即使有西非经济共同体法院的施压，但是截止到2021年7月18日，尼日利亚政府毫不退让，国内的主要媒体依旧不使用推特[26]，普通人利用VPN使用推特会被联邦检察官定罪。[27]

## 外部連結
- 奈及利亞政府官方網站入口（页面存档备份，存于）（英文）
- 尼日利亚华人论坛
- 尼日利亞媒體和娛樂網站（页面存档备份，存于）
- 尼日利亚国情介绍（页面存档备份，存于） 中国驻尼日利亚大使馆
- 維基媒體的奈及利亞地圖集  （英文）
- OpenStreetMap上有關奈及利亞的地理

6°27′N 3°23′E / 6.450°N 3.383°E